# Трофимов, Виктор Фёдорович (партийный деятель)
Виктор Фёдорович Трофимов — советский и российский хозяйственный и политический деятель.

Трофимов В. Ф. в молодости

## Биография
Родился в 1 мая 1924 года в городе Аткарске Саратовской области в семье рабочего.
После окончания средней школы ушёл в ряды Советской Армии. Демобилизовался в 1945 году.
Член КПСС с 1946 года.
Участник Великой Отечественной войны: орудийный номер, командир орудия 262-го гвардейского стрелкового полка 87-й гвардейской стрелковой дивизии.
До 1948 г. работал механиком в г. Куйбышеве.
В 1948 —1960гг. — конструктор, секретарь партбюро Покровского механического завода (г. Энгельс), заведующий промышленно-транспортным отделом, второй секретарь Энгельсского горкома КПСС, заместитель председателя Энгельсского горисполкома Совета депутатов трудящихся, в 1959 году избран секретарём Энгельсского горкома КПСС.
В 1960—1967гг. — первый секретарь Энгельсского горкома КПСС.
В 1967—1970гг. — заведующий отделом организационно-партийной работы Саратовского обкома КПСС.
В 1970—1974гг. — первый секретарь Саратовского горкома КПСС..
Избирался депутатом Верховного Совета РСФСР 8-го созыва. Делегат XXII, XXIII и XXIV съездов КПСС.
В 1974 —1994гг — заместитель генерального директора ООО «ЛУКОЙЛ — Нижневолжскнефть» в Волгограде".
Жил в Энгельсе, Саратове, Волгограде.

## Награды
- Орден Отечественной войны I степени (01.08.1986)
- Орден Отечественной войны II степени (29.05.1945)
- Орден Трудового Красного Знамени (25.08.1971)
- Орден Знак Почёта (1966)
- Медаль «За оборону Сталинграда»
- Медаль «Ветеран труда»